# Rallye Monte Carlo 2022

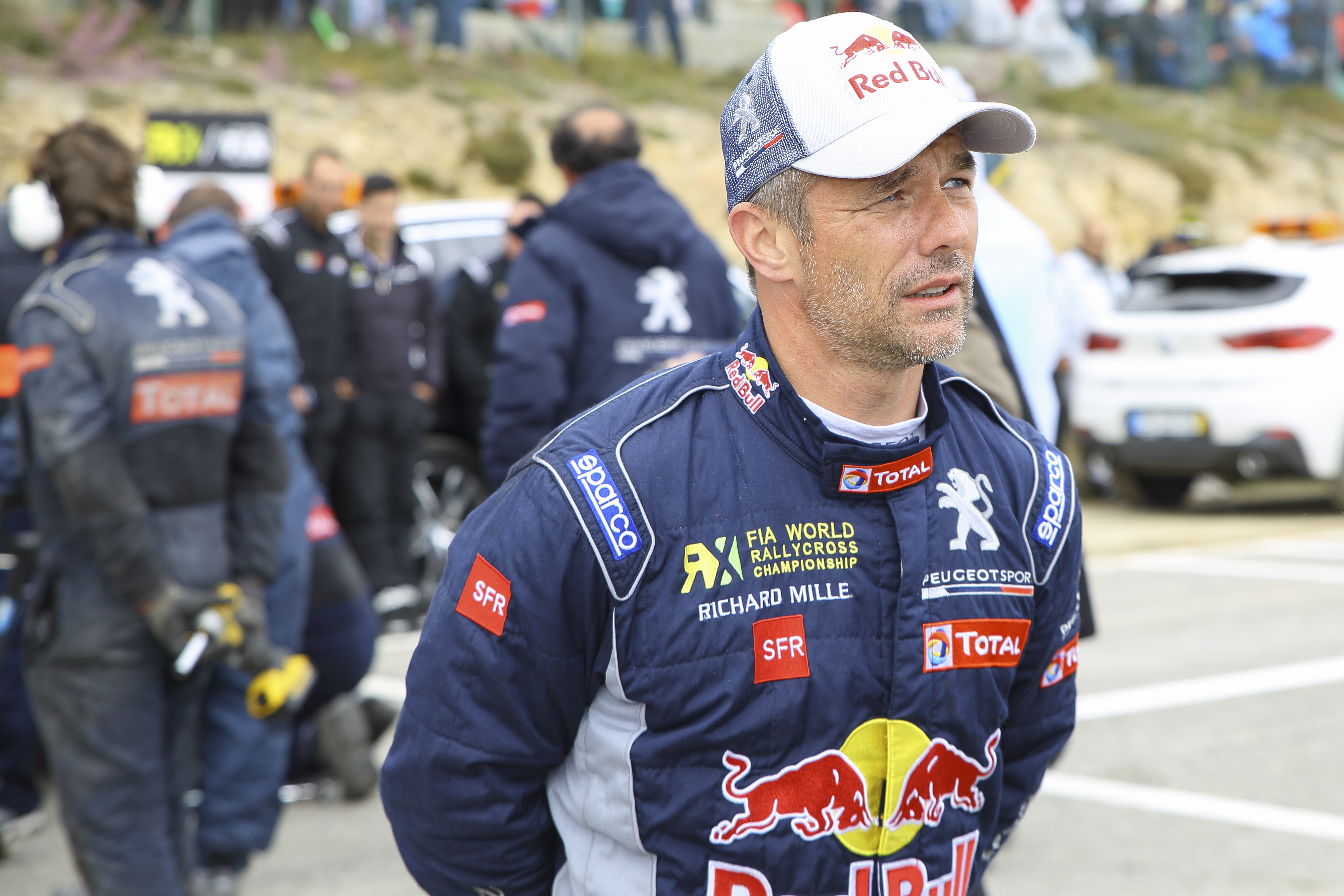
Sébastien Loeb gewinnt die Rallye Monte Carlo 2022.

Die 90. Rallye Monte Carlo war der 1. Lauf zur FIA-Rallye-Weltmeisterschaft 2022. Sie dauerte vom 20. bis zum 23. Januar und es wurden insgesamt 17 Wertungsprüfungen (WP) gefahren.

## Hintergrund
Das neue Reglement der Rallye-Weltmeisterschaft schreibt neu den Herstellern vor, Hybrid-Antriebe zu verwenden. Daher konnte man auf die Rallye Monte Carlo besonders gespannt sein, wie die Fahrer mit den neuen Autos zurechtkommen werden beim ersten Start.
Die beiden Rekord-Weltmeister Sébastien Loeb (9) und Sébastien Ogier (8) werden nicht die gesamte Weltmeisterschaft bestreiten und haben keine Ambitionen auf den WM-Titel. Welche Rallyes Loeb und Ogier neben der Rallye Monte Carlo im Jahr 2022 bestreiten werden, war anfangs Saison noch nicht bekannt.

## Bericht
Am Donnerstag fand der Auftakt zur Rallye-Weltmeisterschaft 2022 in Monte Carlo statt. Der Shakedown (SH) entschied der amtierende Weltmeister Sébastien Ogier mit dem Toyota GR Yaris Rally1 für sich, ebenso die ersten beiden Wertungsprüfungen (WP). Auf dem zweiten Rang Sébastien Loeb im Ford Puma Rally1 von M-Sport mit 6,7 Sekunden Rückstand.
Auch am Freitag gaben Ogier und Loeb das Tempo vor. Loeb, mittlerweile 47 Jahre alt und neunmaliger Rallye-Weltmeister, gewann die WP drei bis sechs und übernahm nach der fünften WP die Führung im Gesamtklassement von Ogier. Lediglich Gus Greensmith (Ford) konnte neben Ogier und Loeb eine WP gewinnen. Am Abend führte Loeb mit 9,9 Sekunden vor Ogier und mit 22 Sekunden auf Elfyn Evans (Toyota) die Rallye an. Einen schweren Unfall hatte Adrien Fourmaux (Ford). In der dritten Wertungsprüfung streifte er in einer Rechtskurve innen eine Böschung. Das Fahrzeug drehte sich weg, überschlug sich über eine Leitplanke und blieb rund 20 Meter tiefer an einem Abhang liegen. Fahrer und Beifahrer konnten sich unverletzt aus dem stark beschädigten Auto selbst befreien.
Das Duell zwischen Loeb und Ogier setzte sich am Samstag fort. Ogier gewann die WP 10 und 11, womit er Loeb im Gesamtklassement überholte. Loeb konnte keine Wertungsprüfung gewinnen und lag am Abend über 21 Sekunden hinter Ogier. Der drittplatzierte Evans kam in einer Rechtskurve von der Straße ab und rutschte eine steile Böschung hinunter. Zwar war das Auto kaum beschädigt, aber Evans konnte sich nicht mehr aus der misslichen Lage selbst befreien. Somit fuhr Craig Breen (Ford) auf dem dritten Rang im Gesamtklassement ins Tagesziel. Hyundai kämpft schon seit Beginn der Rallye mit technischen Problemen an den Autos von Ott Tänak und Thierry Neuville. Tänak hatte zudem in der elften WP einen Unfall und blieb auf der folgenden Verbindungsstrecke zur zwölften WP stehen. Oliver Solberg verunfallte bereits am Vormittag und fiel bis auf den 49. Rang zurück. Tänak war als 31. klassiert und Neuville als bester Hyundai-Fahrer auf dem sechsten Platz.
Nach 15 von 17 Wertungsprüfungen führte Ogier das Gesamtklassement vor Loeb mit 24 Sekunden Vorsprung an und sah wie der sichere Sieger aus. Dann ging am Sonntag bei der zweitletzten und der letzten WP alles schief. Nach einem Reifenschaden verlor er 34,1 Sekunden, Loeb ging in Führung. Wegen eines Frühstarts bei der letzten WP bekam Ogier eine 10-Sekunden-Strafe. Hätte Ogier diese Strafe nicht bekommen, wäre Loeb trotzdem der Sieger gewesen mit einem minimalen Vorsprung von 0,5 Sekunden. Für Loeb war dies der 80. Sieg in der WRC, für seine neue Beifahrerin Isabelle Galmiche der Erste. Dritter wurde Breen, der eigentliche Gewinner hinsichtlich der Weltmeisterschaft, da weder Loeb noch Ogier die gesamte Saison fahren werden und nicht um den Weltmeistertitel kämpfen.

## Meldeliste
| Nr | Fahrer                  | Co-Pilot               | Auto                   | Klasse   |
| -- | ----------------------- | ---------------------- | ---------------------- | -------- |
| 1  | Sébastien Ogier         | Benjamin Veillas       | Toyota GR Yaris Rally1 | WRC RC1  |
| 33 | Elfyn Evans             | Scott Martin           | Toyota GR Yaris Rally1 | WRC RC1  |
| 11 | Thierry Neuville        | Martijn Wydaeghe       | Hyundai i20 N Rally1   | WRC RC1  |
| 69 | Kalle Rovanperä         | Jonne Halttunen        | Toyota GR Yaris Rally1 | WRC RC1  |
| 8  | Ott Tänak               | Martin Järveoja        | Hyundai i20 N Rally1   | WRC RC1  |
| 18 | Takamoto Katsuta        | Aaron Johnston         | Toyota GR Yaris Rally1 | WRC RC1  |
| 42 | Craig Breen             | Paul Nagle             | Ford Puma Rally1       | WRC RC1  |
| 44 | Gus Greensmith          | Jonas Andersson        | Ford Puma Rally1       | WRC RC1  |
| 16 | Adrien Fourmaux         | Alexandre Coria        | Ford Puma Rally1       | WRC RC1  |
| 2  | Oliver Solberg          | Elliott Edmonson       | Hyundai i20 N Rally1   | WRC RC1  |
| 19 | Sébastien Loeb          | Isabelle Galmiche      | Ford Puma Rally1       | WRC RC1  |
| 20 | Andreas Mikkelsen       | Torstein Eriksen       | Škoda Fabia Rally2 evo | WRC2 RC2 |
| 21 | Marco Bulacia Wilkinson | Marcelo Der Ohannesian | Škoda Fabia Rally2 evo | WRC2 RC2 |
| 22 | Yohan Rossel            | Benjamin Boulloud      | Citroën C3 Rally2      | WRC2 RC2 |
| 24 | Eric Camilli            | Yannick Roche          | Citroën C3 Rally2      | WRC2 RC2 |
| 29 | Johannes Keferböck      | Ilka Minor             | Škoda Fabia Rally2 evo | WRC2 RC2 |
| 31 | Olivier Burri           | Anderson Levratti      | Volkswagen Polo GTi R5 | WRC2 RC2 |

Insgesamt wurden 74 Fahrzeuge gemeldet.

## Klassifikationen

### WRC-Gesamtklassement
| WRC |                     |                            |                        |           |                 |      |
| 1   | Sébastien Loeb      | Isabelle Galmiche          | Ford Puma Rally1       | 3:00:32.8 | 00:00.0         | 25+2 |
| 2   | Sébastien Ogier     | Benjamin Veillas           | Toyota GR Yaris Rally1 | 3:00:43.3 | 00:10.5         | 18+1 |
| 3   | Craig Breen         | Paul Nagle                 | Ford Puma Rally1       | 3:02:12.6 | 01:39.8 01:28.8 | 15   |
| 4   | Kalle Rovanperä     | Jonne Halttunen            | Toyota GR Yaris Rally1 | 3:02:49.0 | 02:16.2 00:36.4 | 12+5 |
| 5   | Gus Greensmith      | Jonas Andersson            | Ford Puma Rally1       | 3:07:06.2 | 06:33.4 04:17.2 | 10   |
| 6   | Thierry Neuville    | Marijn Wydaeghe            | Hyundai i20 N Rally1   | 3:08:15.4 | 07:42.6 01:09.2 | 8+3  |
| 7   | Andreas Mikkelsen   | Torstein Eriksen           | Škoda Fabia Rally2 evo | 3:12:06.6 | 11:33.8 03:51.2 | 6    |
| 8   | Takamoto Katsuta    | Aaron Johnston             | Toyota GR Yaris Rally1 | 3:12:57.5 | 12:24.7 00:50.9 | 4    |
| 9   | Erik Cais           | Petr Těšínský              | Ford Fiesta Rally2     | 3:13:02.0 | 12:29.2 00:04.5 | 2    |
| 10  | FIA Nikolay Gryazin | FIA Konstantin Aleksandrov | Škoda Fabia Rally2 evo | 3:14:14.1 | 13:41.3 01:12.1 | 1    |

Insgesamt wurden 62 von 74 gemeldeten Fahrzeugen klassiert.

### WRC2
| Rang   | Fahrer              | Co-Pilot                   | Auto                   | Zeit      | Rückstand Sieger Rückstand V | Punkte + Power Stage |
| ------ | ------------------- | -------------------------- | ---------------------- | --------- | ---------------------------- | -------------------- |
| 1 (7)  | Andreas Mikkelsen   | Torstein Eriksen           | Škoda Fabia Rally2 evo | 3:12:06.6 | 00:00.0                      | 25+1                 |
| 2 (9)  | Erik Cais           | Petr Těšínský              | Ford Fiesta Rally2     | 3:13:02.0 | 00:55.4                      | 18                   |
| 3 (10) | FIA Nikolay Gryazin | FIA Konstantin Aleksandrov | Škoda Fabia Rally2 evo | 3:14:14.1 | 02:07.5 01:12.1              | 15                   |

### WRC3
| Rang   | Fahrer          | Co-Pilot         | Auto               | Zeit      | Rückstand Sieger Rückstand V | Punkte + Power Stage |
| ------ | --------------- | ---------------- | ------------------ | --------- | ---------------------------- | -------------------- |
| 1 (22) | Sami Pajari     | Enni Mäikönen    | Ford Fiesta Rally3 | 3:24:39.2 | 00:00.0                      | 25                   |
| 2 (23) | Jan Černý       | Petr Černohorský | Ford Fiesta Rally3 | 3:24:46.8 | 00:07.6                      | 18                   |
| 3 (40) | Enrico Brazzoli | Manuel Fenoli    | Ford Fiesta Rally3 | 3:43:55.2 | 19:16.0 19:08.4              | 15                   |

### Wertungsprüfungen
| Tag            | Start MEZ | WP                                      | Name                                    | Länge                                   | Gewinner                                                                                   | Co-Pilot                                                                         | Auto                                                                                | Zeit                                    | Leader          |
| -------------- | --------- | --------------------------------------- | --------------------------------------- | --------------------------------------- | ------------------------------------------------------------------------------------------ | -------------------------------------------------------------------------------- | ----------------------------------------------------------------------------------- | --------------------------------------- | --------------- |
| Tag 1 20. Jan. | 09:31     | SH                                      | Sainte-Agnès / Peille                   | 2,29 km                                 | Sébastien Ogier                                                                            | Benjamin Veillas                                                                 | Toyota GR Yaris Rally1                                                              | 01:50.4                                 |                 |
| Tag 1 20. Jan. | 20:18     | WP1                                     | Lucéram / Lantosque                     | 15,20 km                                | Sébastien Ogier                                                                            | Benjamin Veillas                                                                 | Toyota GR Yaris Rally1                                                              | 10:34.0                                 | Sébastien Ogier |
| Tag 1 20. Jan. | 21:31     | WP2                                     | La Bollène-Vésubie / Moulinet           | 23,25 km                                | Sébastien Ogier                                                                            | Benjamin Veillas                                                                 | Toyota GR Yaris Rally1                                                              | 15:14.4                                 | Sébastien Ogier |
| Tag 1 20. Jan. | 23:31     | Service Park Monaco (50 Min.)           | Service Park Monaco (50 Min.)           | Service Park Monaco (50 Min.)           | Service Park Monaco (50 Min.)                                                              | Service Park Monaco (50 Min.)                                                    | Service Park Monaco (50 Min.)                                                       | Service Park Monaco (50 Min.)           | Sébastien Ogier |
| Tag 2 21. Jan. | 07:01     | Service Park Monaco (20 Min.)           | Service Park Monaco (20 Min.)           | Service Park Monaco (20 Min.)           | Service Park Monaco (20 Min.)                                                              | Service Park Monaco (20 Min.)                                                    | Service Park Monaco (20 Min.)                                                       | Service Park Monaco (20 Min.)           | Sébastien Ogier |
| Tag 2 21. Jan. | 09:14     | WP3                                     | Roure / Beuil 1                         | 18,33 km                                | Sébastien Loeb                                                                             | Isabelle Galmiche                                                                | Ford Puma Rally1                                                                    | 10:08.9                                 | Sébastien Ogier |
| Tag 2 21. Jan. | 10:17     | WP4                                     | Guillaumes / Péone / Valberg 1          | 13,49 km                                | Sébastien Loeb                                                                             | Isabelle Galmiche                                                                | Ford Puma Rally1                                                                    | 07:40.1                                 | Sébastien Ogier |
| Tag 2 21. Jan. | 11:35     | WP5                                     | Val-de-Chalvagne / Entrevaux 1          | 17,11 km                                | Sébastien Loeb                                                                             | Isabelle Galmiche                                                                | Ford Puma Rally1                                                                    | 10:56.8                                 | Sébastien Loeb  |
| Tag 2 21. Jan. | 14:16     | WP6                                     | Roure / Beuil 2                         | 18,33 km                                | Sébastien Loeb                                                                             | Isabelle Galmiche                                                                | Ford Puma Rally1                                                                    | 09:57.2                                 | Sébastien Loeb  |
| Tag 2 21. Jan. | 15:19     | WP7                                     | Guillaumes / Péone / Valberg 2          | 13,49 km                                | Gus Greensmith                                                                             | Jonas Andersseon                                                                 | Ford Puma Rally1                                                                    | 07:31.9                                 | Sébastien Loeb  |
| Tag 2 21. Jan. | 16:37     | WP8                                     | Val-de-Chalvagne / Entrevaux 2          | 17,11 km                                | Sébastien Ogier                                                                            | Benjamin Veillas                                                                 | Toyota GR Yaris Rally1                                                              | 10:31.6                                 | Sébastien Loeb  |
| Tag 2 21. Jan. | 18:52     | Service Park Monaco (50 Min.)           | Service Park Monaco (50 Min.)           | Service Park Monaco (50 Min.)           | Service Park Monaco (50 Min.)                                                              | Service Park Monaco (50 Min.)                                                    | Service Park Monaco (50 Min.)                                                       | Service Park Monaco (50 Min.)           | Sébastien Loeb  |
| Tag 3 22. Jan. | 05:49     | Service Park Monaco (20 Min.)           | Service Park Monaco (20 Min.)           | Service Park Monaco (20 Min.)           | Service Park Monaco (20 Min.)                                                              | Service Park Monaco (20 Min.)                                                    | Service Park Monaco (20 Min.)                                                       | Service Park Monaco (20 Min.)           | Sébastien Loeb  |
| Tag 3 22. Jan. | 08:17     | WP9                                     | Le Fugeret / Thorame-Haute              | 16,80 km                                | Elfyn Evans                                                                                | Scott Martin                                                                     | Toyota GR Yaris Rally1                                                              | 09:12.8                                 | Sébastien Loeb  |
| Tag 3 22. Jan. | 10:08     | WP10                                    | Saint-Jeannet / Malijai 1               | 17,04 km                                | Sébastien Ogier                                                                            | Benjamin Veillas                                                                 | Toyota GR Yaris Rally1                                                              | 09:26.4                                 | Sébastien Ogier |
| Tag 3 22. Jan. | 11:16     | WP11                                    | Saint-Geniez / Thoard 1                 | 20,79 km                                | Sébastien Ogier                                                                            | Benjamin Veillas                                                                 | Toyota GR Yaris Rally1                                                              | 14:17.1                                 | Sébastien Ogier |
| Tag 3 22. Jan. | 14:08     | WP12                                    | Saint-Jeannet / Malijai 2               | 17,04 km                                | Kalle Rovanperä                                                                            | Jonne Halttunen                                                                  | Toyota GR Yaris Rally1                                                              | 09:23.8                                 | Sébastien Ogier |
| Tag 3 22. Jan. | 15:16     | WP13                                    | Saint-Geniez / Thoard 2                 | 20,79 km                                | Kalle Rovanperä                                                                            | Jonne Halttunen                                                                  | Toyota GR Yaris Rally1                                                              | 14:14.6                                 | Sébastien Ogier |
| Tag 3 22. Jan. | 19:11     | Service Park Monaco 19:11 Uhr (50 Min.) | Service Park Monaco 19:11 Uhr (50 Min.) | Service Park Monaco 19:11 Uhr (50 Min.) | Service Park Monaco 19:11 Uhr (50 Min.)                                                    | Service Park Monaco 19:11 Uhr (50 Min.)                                          | Service Park Monaco 19:11 Uhr (50 Min.)                                             | Service Park Monaco 19:11 Uhr (50 Min.) | Sébastien Ogier |
| Tag 4 23. Jan. | 06:37     | Service Park Monaco 06:37 Uhr (20 Min.) | Service Park Monaco 06:37 Uhr (20 Min.) | Service Park Monaco 06:37 Uhr (20 Min.) | Service Park Monaco 06:37 Uhr (20 Min.)                                                    | Service Park Monaco 06:37 Uhr (20 Min.)                                          | Service Park Monaco 06:37 Uhr (20 Min.)                                             | Service Park Monaco 06:37 Uhr (20 Min.) | Sébastien Ogier |
| Tag 4 23. Jan. | 08:45     | WP14                                    | La Penne / Collongues 1                 | 19,37 km                                | Sébastien Loeb                                                                             | Isabelle Galmiche                                                                | Ford Puma Rally1                                                                    | 11:27.9                                 | Sébastien Ogier |
| Tag 4 23. Jan. | 10:08     | WP15                                    | Briançonnet / Entrevaux 1               | 14,26 km                                | Thierry Neuville                                                                           | Martijn Wydaeghe                                                                 | Hyundai i20 N Rally1                                                                | 08:50.4                                 | Sébastien Ogier |
| Tag 4 23. Jan. | 10:53     | WP16                                    | La Penne / Collongues 2                 | 19,37 km                                | Sébastien Loeb                                                                             | Isabelle Galmiche                                                                | Ford Puma Rally1                                                                    | 11:21.0                                 | Sébastien Loeb  |
| Tag 4 23. Jan. | 12:18     | WP17                                    | Briançonnet / Entrevaux 2               | 14,26 km Powerstage                     | 1. Kalle Rovanperä 2. Elfyn Evans 3. Thierry Neuville 4. Sébastien Loeb 5. Sébastien Ogier | Jonne Halttunen Scott Martin Martijn Wydaeghe Isabelle Galmiche Benjamin Veillas | Toyota GR Yaris Rally1 Hyundai i20 N Rally1 Ford Puma Rally1 Toyota GR Yaris Rally1 | 08:35.8 08:36.7 08:38.4 08:42.8 08:43.8 | Sébastien Loeb  |

### Gewinner Wertungsprüfungen
| WP                  | Anzahl | Fahrer           | Auto                   |
| ------------------- | ------ | ---------------- | ---------------------- |
| 3–6, 14, 16         | 6      | Sébastien Loeb   | Ford Puma Rally1       |
| SH, 1, 2, 8, 10, 11 | 5      | Sébastien Ogier  | Toyota GR Yaris Rally1 |
| 12, 13, 17          | 3      | Kalle Rovanperä  | Toyota GR Yaris Rally1 |
| 7                   | 1      | Gus Greensmith   | Ford Puma Rally1       |
| 9                   | 1      | Elfyn Evans      | Toyota GR Yaris Rally1 |
| 15                  | 1      | Thierry Neuville | Hyundai i20 N Rally1   |

### Fahrer-WM nach der Rallye
| Pos. | Fahrer           | Punkte |
| ---- | ---------------- | ------ |
| 1    | Sébastien Loeb   | 27     |
| 2    | Sébastien Ogier  | 19     |
| 3    | Kalle Rovanperä  | 17     |
| 4    | Craig Breen      | 15     |
| 5    | Thierry Neuville | 11     |

### Team-Weltmeisterschaft
| Pos. | Team                 | Punkte |
| ---- | -------------------- | ------ |
| 1    | M-Sport WRT          | 42     |
| 2    | Toyota Racing WRT    | 39     |
| 3    | Hyundai WRT          | 13     |
| 4    | Toyota Racing WRT NG | 8      |